# Alexander Martinov
Alexander Martinov (12 de dezembro de 1865 em Pinsk -  1º de junho de 1915 em Moscou) foi um político russo. Partidário de Stalin, como menchevique, Martynov inicialmente foi particularmente crítico de Vladimir Lenin e sua filosofia política e das ideias de Revolução Permanente de Leon Trótski.